# バイオレンスキラー
『バイオレンスキラー TUROK NEW GENERATION』（バイオレンスキラー テュロック・ニュー・ジェネレーション）は、アメリカ合衆国のIguana Entertainmentが開発を行い、1999年6月18日に日本のアクレイムジャパンから発売されたNINTENDO 64用ファーストパーソン・シューティングゲーム。元々は1998年12月10日にアメリカのアクレイム・エンタテインメントから『Turok 2: Seeds of Evil』のタイトルで北米にて発売された作品である。
同社による『時空戦士テュロック』（1997年）の続編であり、主人公であるジョシュア・ファイヤーシードが怪物「プライマゲン」を倒す事を目的としている。後にアレンジ移植としてゲームボーイカラー版が発売された他、2017年以降はパソコン各機種の他にXbox One、Nintendo Switch、PlayStation 4にてリマスター版が発売された。

## 概要
同社による『時空戦士テュロック』（1997年）の続編。前作の主人公テュロックの甥であるジョシュア・ファイヤーシードを操作し、「クロノセプター」が破壊された事で誕生した怪物「プライマゲン」を倒して全宇宙を救出する事を目的としている。ゲームシステムは前作を踏襲したものとなっており、本作では最大4名までの多人数プレイが可能となった。
多くのスタッフは前作から引き続き参加しており、ゲーム・デザインはデヴィッド・ディーンストビール、音楽はダレン・ミッチェル、美術はアラン・D・ジョンソンが担当している他、プロデューサーはスーパーファミコンおよびメガドライブ用ソフト『バットマン・フォーエバー』（1995年）を手掛けたダグラス・イェリンが担当している。
同年に欧米にてゲームボーイカラー版が発売され、日本では1999年9月10日にスターフィッシュより『テュロック2 〜時空戦士〜』のタイトルで発売された。ゲームボーイカラー版は前作と同様に設定は同じであるが、ジャンルは探索型の横スクロールアクションゲームになっている。また、1999年に欧米にてWindows版が発売された他、2017年にはWindows用としてリマスター版が発売され、2018年にXbox OneおよびLinux、Macintosh版、2019年にNintendo Switch版、2021年にPlayStation 4版が発売された。
NINTENDO 64版はゲーム誌『ファミ通』の「クロスレビュー」にてシルバー殿堂を獲得した。また後に続編となる『Turok: Rage Wars』（1999年）が同社より発売された。

## ゲーム内容

### システム
今作は新たなる敵、プライマゲンによって邪悪な生物が蔓延る世界と化した、ロストランドの6つの広大なステージ内の与えられた任務をこなしながらクリアを目指していく。
こなす内容はステージによって異なっており（人質の救出、ワープマシンの作動など）ステージ内の内容を全て終えて出口に辿り着くと、エネルギートーテムを守るという任務が全てのステージで開始される。
なお、任務をすべて終えていない場合は、ステージのスタート地点に戻される。
また、各ステージにて、次のステージに進むためのワールドキーや、最終ボスであるプライマゲンと戦うための、プライマゲンキーを手に入れる必要がある。
エネルギートーテムを敵の手から守り抜き、プライマゲンを倒すことが主な目的となる。
プライマゲンを倒した後、エネルギートーテムの力によって、プライマゲンが消滅するかどうかでエンディングでのエイドンの台詞が少し変化する。

### 武器
タロン
テュロックが初期から装備している近接武器。前作で初代テュロックが使用していた「ナイフ」に近い。
ボウ
テュロックが初期から装備している弓。 ボタンを長く押し続ければ、威力と射程距離は長くなる。  
フレアガン
照明弾。敵に直接ダメージを与えず、暗い場所などで放つと照らす事ができる。弾数に制限はないが、一定時間のチャージが必要。  
ワーブレード
タロンの強化武器。攻撃力が高く命中させれば体の一部を破壊する程の威力を誇る。ただしタロンに比べると武器を振る速度は遅い。
テックボウ
ボウの強化武器。サークイン族が使用していた狩猟用の弓をハイテク化したもの。 通常のアローのほか、破壊力を持つテックアローも使用できる。更にはスナイパーゴーグルで遠くにいる標的を射つ事も可能。 前作で初代テュロックが使用していた「弓」に相当する。
ピストル
ステージ1の序盤で入手できる拳銃。前作の「オートマグナム」に相当。
オートマグナム
ピストルの強化武器。1度に3発の弾丸を発射する。前作の「アサルトライフル」に当たる。 ピストルと同じ弾薬を使用するが、命中させれば確率的に体の一部を破壊する程の威力を持つ。
ショットガン
散弾銃。命中させれば大体の確率で体の一部を吹っ飛ばす程の威力を持つが連射力は低い。2種類の弾薬が存在し、通常のカートリッジと、高威力のパワーカートリッジがある。(テックボウ同様ボタン一つでカートリッジの変更可能)
シュレッダー
ショットガンの強化武器。敵または障害物を撃てば跳弾が使える事が可能で、これを利用すれば、近くにいる敵にも攻撃を当てることができる。ショットガン同様、通常のカートリッジとパワーカートリッジが使用できる。前作の「アサルトショットガン」に近いが、性能は異なる。
トランキライザーガン
麻酔銃。敵に致命的にダメージを与えず、命中させれば一定時間、眠らせる事ができる。 その隙に殺傷武器で倒すのがポイント。 しかし、時間が経つと意識を取り戻してより凶暴になる。敵によっては通用しない者も存在する。敵によっては通用しない者も存在する。
チャージダーツライフル
ボタンを長押して高圧電流を放電し、敵に放つと痺れさせ相手の動きを一定時間止める事ができる(または感電死)。その間に他の武器で倒すのが有効。
プラズマライフル
緑色の光線を放つライフル。命中させれば爆発を引き起こす。スナイパーゴーグル使用可能で遠距離にいる敵を狙撃できる。
グレネードランチャー
攻撃力は高く、敵に命中させれば爆発するほか、壁や障害物に当てると転がった後に爆発する。爆発で周囲の敵を巻き込むため、幅広い範囲で使用できる。なお、テュロックも爆発に触れるとダメージを受けるため、注意が必要。前作でも同名の武器が登場したが、性能は少し異なる。
ファイヤーストームキャノン
ガトリング砲。150発まで装填可能。連射力は高いが、攻撃力は低く弾の消費も激しい。前作の「ガトリングガン」に相当する。
サンファイヤーポッド
投擲武器。閃光弾に近い武器で、投げつければ激しい光に包まれ敵の目を眩ませて、動きを止める事ができる。また、コンピーなどの体力の低い敵に対して使用すると一撃で倒せる。
ブレインブラスター
異星人が作った邪悪な兵器。敵にカーソルを合わせて放つと、鋸の付いた金属製のミサイルを発射され敵の頭部目掛けて追尾する。ミサイルが敵の頭に到達すると、鋸で頭蓋骨に穴を開けて脳みそを吸い出し、最期は爆発して頭部が粉砕するという残酷な性能を持つ。
なお、脳のない敵に対しては通用しない。
サーチマインランチャー
発射すると地面に小型地雷を設置する。
敵が近づくと地雷が反応して爆発をする。
複数の敵を巻き込めるため広範囲に使用できる。
スコーピオンミサイル
ロケットランチャー。攻撃力は高く、敵を熱探知で追尾し、1度の発射で3発放つ事ができる。前作の「ミサイルランチャー」に相当する。
フレームスローワー
火炎放射器。連続的に炎を噴射するが、射程距離は短い。
レイザーウインド
鋸の刃がついたブーメランの形をした武器。
敵目掛けて投げつければ、相手を真っ二つにできる。消耗品ではないため何回でも使用可能。
ヌーク
本作における最強兵器。各ステージに存在するオブビリオントラップを突破すると手に入るヌークのパーツを全て揃える事によって手に入る。発射には数秒間のチャージが必要、青い光線を放ち周囲にいる敵を爆発に巻き込み、敵は黒焦げで行動不能になり、最期はバラバラに粉砕するという凄まじい威力を誇る。装弾数は3発までと非常に少ない。
前作に登場した最強兵器「クロノセプター」の位置に立つが、「フォトンキャノン」に近い性能を持つ。

### マルチプレイ
本作はマルチプレイ操作が可能であり、マルチプレイで無いと使えない武器がある他、いくつかの武器はシングルプレイと誘導効果や連射数などの性能が異なる武器もある。
キャラクターは本作の主人公である、ジョシュアやエイドン、シングルプレイで敵として登場するキャラクターや、前作の主人公タルセット(テュロック)、前作のラストボスであるキャンペイナーも使用出来る。 キャラクターモデルの違いだけではなく、体力や素早さといった能力もそれぞれ差がある。

## ストーリー
究極の兵器「クロノセプター」を使って破壊神キャンペイナーを倒した初代テュロックは、この恐るべき兵器を永遠に封印するべくロストランドの最高峰の火山に登り、「クロノセプター」を煮えたぎる火口へと投げ込んだ。
しかしこの時、テュロックは「クロノセプター」が何億年も地中に閉じ込められている宇宙船の破片からできたものであることを知らず、またこの行動によって、宇宙船の中にいた者を目覚めさせたことも知らなかった。
「クロノセプター」が破壊されたことにより、ロストランドの創造主である強敵が目覚める事となった。邪悪の化身であるこの怪物の肉体と魂は、今やロストランドの中枢にまで浸透、全宇宙をも終焉に導こうとしている。そして「プライマゲン」と名乗るこの怪物を打倒すべくテュロック族の若きリーダー、ジョシュア・ファイヤーシードが立ち上がった。

## 主な登場人物
ジョシュア・ファイヤーシード(テュロック)
本作の主人公。叔父である初代テュロックより、その称号を受け継いだ若者。敵の野望を打ち砕くため、単身敵地に乗り込んでいく。
エイドン
案内役の永遠の光の語り手であり、ロストランドの長老たちの集う、ラザロの一団から、テュロックと共にプライマゲンの陰謀を阻止するよう命じられた女性。
各ステージにてテュロックに助言や任務の指示を伝える。セーブポイントにてセーブ及び、そのステージにて任意で１度だけライフと弾薬の補充をしてくれる。
また、新しい武器を手に入れた時や、水中で酸素が少なくなった時は、知らせてくれる。
プライマゲン
ロストランドの創造主。何億年もの古代より存在していた。
万物が形成される前、プライマゲンは己のパワーを結集して、一つの惑星「ロストランド」を創り上げるが、ロストランドは、プライマゲンを中心に形成されてしまったため、プライマゲンは惑星の中に閉じ込められ意識を失ってしまう。
数千年の昔、プライマゲンの存在に気付いたロストランドの議会「ラザロの一団」は、プライマゲンのパワーを封印するため、ロストランドの５ヶ所にエネルギートーテムを設置したが、クロノセプターが破壊された時の衝撃により、目覚めてしまう。
全宇宙の知的生命体の存在を脅かす邪悪な怪物であり、テレパシーを使い、様々な種族を従えて、自身が監禁されている、宇宙船を取り囲むエネルギートーテムを破壊し、全宇宙を終焉に導こうとしている。
スピリットファーザー
邪悪な者には近づくことすらできない、タリスマンの聖域にて、テュロックに力を授ける。ステージ2～6には1つずつ隠された「神秘のイーグルフェザー」を「タリスマンの聖域」に捧げることでタリスマンの効果が得られる。
スローバックス族
いわゆる恐竜。ラプターやコンピーなどがいる。
ダイナソード兵団
恐竜が進化した種族。凶暴で獰猛で、プライマゲンに忠誠を誓い、人類を地球から一掃することを目的としている。
デッドサイド兵団
死の世界の住人たち。いわゆるアンデッドであり、魂の門から地上へ進出しようと目論んでいる。
ピュアリン族
死の沼に生息する、人間が作り上げた文明を拒絶した原始的で野蛮な種族。異形のゴリラのような姿をしており、かつては破界兵団と同盟を結んでいたこともある。
プライマゲンより、自身を助ける代わりにロストランドの次期支配者を約束されたが、実際は信用されておらず、限られた武器しか与えられていない。
ブラインド族
ロストランドの地下奥深くに生息する、原始的な種族。夜になると地上へ出て人々を襲う。盲目だが嗅覚や聴覚が発達している。フレッシュイーター族とは遠い親戚にあたる。
マンティス族
ロストランド内に巣を構えた、攻撃的な昆虫族。
プライマゲンより、自身を助ける代わりに新たに侵略の場を提供することを約束された。時空の扉を開いて、地球を最初の侵略の場として狙っている。
フレッシュイーター族
オブリビオントラップにのみ登場する一つ眼の非常に好戦的な亜人族。
オブリビオン
自身を邪悪な存在と定義し、理解を超えた所に存在するエネルギーを感じ取り、宇宙に無秩序を生み出すことを、避けることのできない運命であると考えている、姿なき存在。各ステージに配置されたオブリビオントラップ内にて、最強武器のパーツを守る精鋭部隊「フレッシュイーター」をテュロックにけしかける。
エイドンによって、プライマゲンとは別の、恐怖に満ちた正体不明のエネルギーが存在することが語られる。それは、宇宙のバランスを保って存在しているエネルギーを遥かに超えたところに存在しており、テュロックとの間にも関わりがあるのではないかとされるが、本作ではその正体は明らかにされなかったが、次回作turok 3 :shadow of oblivion(日本未発売)ではストーリーに深く関わる存在となる。
プライマゲン兵団
プライマゲンシップで造られているバイオロボット達。プライマゲンが倒されると復讐のため地球侵略するようにプログラムされている。

## 他機種版
| No. | タイトル                                        | 発売日                                 | 対応機種                        | 開発元                        | 発売元                      | メディア                | 型式                                   | 備考                | 出典        |
| --- | ----------------------------------------------- | -------------------------------------- | ------------------------------- | ----------------------------- | --------------------------- | ----------------------- | -------------------------------------- | ------------------- | ----------- |
| 1   | Turok 2: Seeds of Evil テュロック2 〜時空戦士〜 | 1998年12月3日 1998年12月 1999年9月10日 | ゲームボーイ ゲームボーイカラー | Bit Managers                  | アクレイム スターフィッシュ | 8メガビットロムカセット | DMG-A2TE-USA DMG-A2TP-EUR DMG-A2TJ-JPN |                     |             |
| 2   | Turok 2: Seeds of Evil                          | 1999年2月9日 1999年                    | Windows                         | GameSpy Industries            | アクレイム                  | CD-ROM                  | -                                      |                     |             |
| 3   | Turok 2: Seeds of Evil                          | INT 2017年3月16日                      | Windows                         | Nightdive Studios             | Nightdive Studios           | ダウンロード (Steam)    | -                                      | リマスター版        | [ 1 ]       |
| 4   | Turok: Dinosaur Hunter                          | INT 2018年3月2日                       | Xbox One                        | Nightdive Studios             | Nightdive Studios           | ダウンロード            | -                                      | リマスター版        |             |
| 5   | Turok 2: Seeds of Evil                          | INT 2018年9月12日                      | Linux Macintosh                 | icculus.org Nightdive Studios | Nightdive Studios           | ダウンロード (Steam)    | -                                      | リマスター版        |             |
| 6   | Turok 2: Seeds of Evil                          | INT 2019年8月9日                       | Nintendo Switch                 | Night Dive Studios            | Night Dive Studios          | ダウンロード            | -                                      | リマスター版        | [ 2 ]       |
| 7   | Turok 2: Seeds of Evil                          | INT 2021年2月25日                      | PlayStation 4                   | Night Dive Studios            | Night Dive Studios          | ダウンロード            | -                                      | リマスター版        |             |
| 8   | NINTENDO 64 Nintendo Classics 18+               | 2024年10月28日 2025年1月31日           | Nintendo Switch                 | 任天堂                        | 任天堂                      | ダウンロード            | -                                      | NINTENDO 64版の移植 | [ 3 ] [ 4 ] |

## スタッフ
テュロック2・チーム
- プロジェクト・マネージャー、リード・デザイナー：デヴィッド・ディーンストビール
- リード・プログラマー：スティーヴン・ブロムリー
- リード・アーティスト：アラン・D・ジョンソン
- ビジュアル・エフェクト・リード：トーマス・コール
- プログラミング：オースティン・アップルビー、ブルース・コナー、イアン・ダンロップ
- デザイン：ナイジェル・クック、マイケル・ヒューイ、アンディ・シュヴァレンベルク
- アート、アニメーション：マイケル・ジャンケ、グレッグ・オメルチャック、デレク・ロビネット
- アート：ジョー・リー、ロビー・ミラー、ライアン・トレイシー、トレ・ツィーマン
- 音楽：ダレン・ミッチェル
- サウンド・デザイン：マーク・シェーグレン
- アニメーション：シェーン・タラント
- 追加プログラミング：ロバート・ブラノン、ロバート・コーエン、マット・パリッシュ、ブライアン・ワトソン
- 追加デザイン：スティーヴン・ブロムリー、トーマス・コール、ジム・ユング、サイラス・ラム、ライアン・トレイシー、ジョールズ・ワッシャム、ジェーソン・カーペンター
- 追加サウンド・デザイン：ランディ・バック
- 声優：ディーン・セルツァー、バマデッテ・ネイソン、ライアン・ウィッカーハム、デヴィッド・ディーンストビール
- 追加声優、クリーチャー・エフェクト：ライアン・ウィッカーハム、モーリス・リプケ、ホセ・ブラウン、デヴィッド・ディーンストビール、トッド・ロウ（英語版）、キャスリン・フェラー、トム・バーン、ビル・ジョンソン、デヴィン・プリクリル・マーティン、スコット・ブロッカー、グルミット・スタビントン

アクレイム・スタジオ
- ゼネラルマネージャー：ダリン・スタビントン
- ゼネラルマネージャー：ラッセル・バード (Iguana Entertainment)
- 開発、デザイン：ナイジェル・クック
- テクノロジー：クレイグ・ギャレー
- デジタル・プロダクション：サイラス・ラム
- エグゼクティブ・ディレクター：マット・スタビントン
- エグゼクティブ・オーディオ・ディレクター：リック・フォックス

アクレイム・エンターテインメント
- プロデューサー：ダグラス・イェリン
- シニア・リード・アナリスト：ジェームス・クラドック、マイク・パターソン
- リード・アナリスト：ブライアン・リーガン、マシュー・カノニコ
- ゲーム・アナリスト：レイモンド・ヨーマンズ、マイク・ステルツェル
- TSGマネージャー：ハリー・ライマー
- スーパーバイザー：ケヴィン・デネーイ、アンドリュー・フレイター
- シニア・テクニシャン：デヴィッド・ポリック、ジョン・ジグモント
- ターンオーバー・コーディネーター：ブライアン・ローサー
- テクニシャン：アンディ・スカルカ、クリス・フリソネ、クリストファー・マー、リー・ブッシュ、ロバート・コフィー、ウリセス・バタージャ

## 評価
NINTENDO 64版
ゲーム誌『ファミ通』の「クロスレビュー」では合計30点（満40点）でシルバー殿堂を獲得した。

## シリーズ作品
- 時空戦士テュロック（1997年） - NINTENDO 64用ソフト。
- Turok: Rage Wars（1999年） - NINTENDO 64用ソフト。
- Turok 3: Shadow of Oblivion（2000年） - NINTENDO 64用ソフト。
- Turok: Evolution（2002年） - PlayStation 2およびXbox用ソフト。
- テュロック（2008年） - PlayStation 3およびXbox 360用ソフト。
- Turok: Origins（発売日未定） - Steam、PlayStation 5およびXbox Series X/S用ソフト。